# Косенков, Иван Васильевич
Иван Васильевич Косенков (30 декабря 1923, Богословка (ныне — Бородулихинский район, Восточно-Казахстанская область), Усть-Каменогорский уезд, Семипалатинская губерния, КАССР, РСФСР, СССР — 18 сентября 2015, Уштобе, Алматинская область, Казахстан) — сержант Рабоче-крестьянской Красной армии, участник Великой Отечественной войны, Герой Советского Союза (1944).

## Биография
После окончания семи классов школы работал в колхозе. В декабре 1941 года Косенков был призван на службу в Рабоче-крестьянскую Красную Армию. С того же года — на фронтах Великой Отечественной войны. К сентябрю 1943 года сержант Иван Косенков был наводчиком орудия 1118-го стрелкового полка 333-й стрелковой дивизии 12-й армии Юго-Западного фронта. Отличился во время битвы за Днепр.
В ночь с 25 на 26 сентября 1943 года Косенков со своим расчётом переправился через Днепр в районе села Войсковое Солонянского района Днепропетровской области Украинской ССР и принял активное участие в боях за захват и удержание плацдарма на его западном берегу. Прорвавшись к южной окраине Войскового, расчёт отразил две немецкие контратаки, уничтожив 2 артиллерийских орудия, 2 автомашины и большое количество солдат и офицеров противника.
Указом Президиума Верховного Совета СССР от 22 февраля 1944 года сержант Иван Косенков был удостоен высокого звания Героя Советского Союза с вручением ордена Ленина и медали «Золотая Звезда» за номером 2688.
В 1944 году Косенков был демобилизован. Проживал в городе Уштобе, до выхода на пенсию работал сначала трактористом, затем мастером лесокультур Алма-Атинской станции защитных лесонасаждений.
Почётный железнодорожник. Был также награждён двумя орденами Отечественной войны 1-й степени, рядом медалей.
С 10 ноября 2014 года после смерти Талгата Бегельдинова оставался единственным в Казахстане ныне живущим Героем Советского Союза — участником Великой Отечественной войны.
Скончался 18 сентября 2015 года. Похоронен на православном кладбище Уштобе.

## Награды
- Герой Советского Союза с вручением медали Золотая звезда и ордена Ленина (1944)
- Орден Отечественной войны 1 степени (1985)
- Орден Отечественной войны 2 степени (1943)
- Орден «Барыс» 3 степени[3]
- Орден Курмет
- Медаль «За трудовое отличие» (Казахстан)
- Почётный гражданин Каратальского района